# Æthelric (roi de Bernicie)
Pour les articles homonymes, voir Æthelric.
Æthelric est un roi de Bernicie du VIe siècle.

## Biographie
La vie et le règne d'Æthelric sont peu détaillés dans les sources. Certaines, comme la Chronique anglo-saxonne ou le Chronicon ex chronicis de Jean de Worcester, le confondent en outre avec son homonyme Æthelric, qui règne sur le Deira quelques décennies plus tard,.
Il est décrit comme l'un des fils d'Ida, le fondateur du royaume de Bernicie. Les listes royales de Northumbrie lui accordent un règne de quatre ans. En calculant à partir de la date supposée de l'avènement d'Ida, en 547, le règne d'Æthelric se situerait de 568 à 572. Son frère Théodric lui succède.
Æthelric est le père d'Æthelfrith, qui monte sur le trône de Bernicie vers 592 et unit le Deira à son propre royaume, constituant ce qui forme par la suite le royaume de Northumbrie. D'après Bède le Vénérable, il a un autre fils, Theodbald, qui est tué à la bataille de Degsastan en 603.